# Имам проблем
„Имам проблем“ (на турски: Bir Derdim Var) е турски драматичен телевизионен сериал, продуциран от Ay Yapım и AyNA Yapım, чийто първи епизод е излъчен на 9 ноември 2023 г., режисиран от Бурак Мюждеджи и Йозкан Сай и по сценарий на Йекта Торун, Дениз Гюрлек и Дуйгу Ертекин. Той е адаптиран по италианския телевизионен сериал от 2019 г. Oltre la soglia. Бирдже Акалай и Мерт Фърат споделят главните роли. Сериалът приключва със своя 6-и епизод, който е излъчен на 14 декември 2023 г.

## Актьорски състав
- Бирдже Акалай – Нилюфер Тоска
- Мерт Фърат – Йомер Атакан
- Енгин Хепилери – Саваш Дьонмез
- Ердем Шеноджак – Юсуф Еймен
- Башак Гюмюлджинелиоулу – Сибел
- Неслихан Арслан – Дамла
- Идил Сивритепе – Ипек Шенай
- Шеннур Ногайлар – Нимет
- Сами Аксу – Мурат
- Уур Карабулут – Волкан
- Ата Артман – Кузей
- Ейлюл Ерсьоз – младата Нилюфер
- Есила Умут – Лейля/Мирай
- Езги Гьор – Ферда
- Ава Яман – Йозге
- Ата Берк Мутлу – Ариф
- Ефе Пойлу – Бурак
- Невзер Тууче Гюлхан – Суна
- Мухаммет Узунер – Сами
- Йълдъз Кюлтюр – Елифе
- Хакан Меричлилер – Хузур
- Едже Диздар – Мерал
- Хакан Билгин – Кутай
- Елиф Аталай – Дога
- Янкъ Айхан – Озан
- Мехмет Авдан – Салих
- Оуз Кара – Кюршад
- Бесте Берекет – Захиде
- Бора Каракул – Мендерес
- Нилгюн Карабаба – Сюмбюл
- Ергун Куюджу – Исмаил
- Ада Каракьочек – Хале
- Кутай Калабалък – Енвер
- Джемил Бююкдьогерли – Баки
- Еврен Дуял – Емине
- Ирем Кюбра Бакърташ – Бесте
- Алейна Ширин – Езги
- Селен Учер – Йозлем
- Дениз Екинджи – Сенем

## Излъчване
| Сезон | Сезон | Епизоди | Начало на сезона  | Край на сезона      | Епизоди | ТВ сезон | ТВ канал |
| ----- | ----- | ------- | ----------------- | ------------------- | ------- | -------- | -------- |
|       | 1     | 6       | 9 ноември 2023 г. | 14 декември 2023 г. | 1 – 6   | 2023     | Kanal D  |